# Flamingo-dos-andes
O flamingo-dos-andes (Phoenicoparrus andinus), também conhecido como flamingo-andino, é uma das quatro espécies de flamingos existentes na América do Sul.

## Descrição
Habita certas áreas da Cordilheira dos Andes, como a Puna de Atacama e no altiplano. Alimenta-se de algas e pequenos crustáceos que dão às suas penas a coloração rosada, e que encontra em lagos de água doce e lagunas de água salgada, notavelmente na laguna Colorada. Costuma se juntar a bandos de flamingo-chileno para pescar peixes e crustáceos. Medem entre 102 e 110 cm e pesam em média 2,5 Kg. Adultos possuem uma coloração rosa com exceção das penas inferiores de suas asas, e de seus bicos que são pretos na ponta e amarelo no restante. Não apresentam dimorfismo sexual e os filhotes são de coloração cinza-amarronzada. São filtradores e alimentam-se de algas e pequenos invertebrados, principalmente os crustáceos que são os responsáveis por sua cor rosada. Vivem em bandos, entre 15 e 50 indivíduos, mas durante a época reprodutiva podem se reunir em centenas.